# Frederik Bouffier
Frederik Bouffier (* 7. Oktober 1990 in Gießen) ist ein deutscher Politiker (CDU). Seit 2025 ist er Mitglied des Deutschen Bundestages. Zuvor war er von 2024 bis 2025 Abgeordneter im Hessischen Landtag.

## Leben und Beruf
Bouffier ist ein Sohn des ehemaligen hessischen Ministerpräsidenten Volker Bouffier, sein jüngerer Bruder Volker Bouffier jun. ist Staatsanwalt. Nach dem Abitur an der Liebigschule Gießen absolvierte Frederik Bouffier ein Studium der Rechtswissenschaften an der Justus-Liebig-Universität Gießen und der University of Nottingham. Nach seiner Zulassung zur Rechtsanwaltschaft trat er in die Kanzlei seines Vaters in Gießen ein.

## Politik
Bouffier ist Mitglied der CDU und der Jungen Union. Innerhalb der CDU ist er stellvertretender Vorsitzender des Kreisverbandes Gießen, sowie Vorsitzender des Stadtverbandes Gießen. In der JU ist er Vorsitzender des Bezirksverbandes Mittelhessen.
Er ist seit 2016 Mitglied der Gießener Stadtverordnetenversammlung und des Kreistages des Landkreises Gießen. In beiden Gremien ist er Mitglied im Fraktionsvorstand der jeweiligen CDU-Fraktion.
Bei der Landtagswahl in Hessen 2023 wurde Bouffier für den Wahlkreis Gießen I in den Hessischen Landtag gewählt.
Bei der Bundestagswahl 2025 wurde Bouffier als Direktkandidat des Bundestagswahlkreises Gießen in den Deutschen Bundestag gewählt. Im Zuge dessen legte er sein Landtagsmandat nieder. Für ihn rückte Michelle Kraft in den Landtag nach.